# Kanonisk komputation
Kanonisk komputation, det sätt enligt vilket den kanoniska rätten släktskap ska beräknas ifråga om förbjudna led med mera. Med andra ord: den katolska kyrkans metod för att avgöra om två personer är alltför nära släkt för att få gifta sig med varandra.